# 郭可信
郭可信（1923年8月23日—2006年12月13日），福建侯官（今福州市）人，祖籍福清，生于京兆地方（今北京），中国金属学家、物理学家和晶体学家，中国科学院院士，瑞典皇家工程科学院外籍院士，中国科学院物理研究所研究员、博士生导师。

## 生平
郭可信幼時求学于南岗喇嘛台第十七小学，1941年从重庆南开中学毕业，1946年畢業於國立浙江大学，获得工学学士学位。1947年，考取公费留学名额赴瑞典留学，在瑞典皇家理工学院物理冶金系学求学，并在瑞典乌普萨拉大学从事合金钢中碳化物及金属间化合物的X射线及电镜结构研究工作。1955年12月至1956年3月，郭可信在荷兰皇家工学院物理化学系从事白锡转变为灰锡的单晶X射线研究。
1956年7月，郭可信回到中国，进入中国科学院金属研究所工作，先后担任研究员、副所长，亦曾任北京电子显微镜研究所所长。1980年4月，郭可信出任中国科学院沈阳分院副院长，同年与钱临照、柯俊等科学家发起创建了中国电子显微镜学会。1980年当选为中国科学院学部委员（院士）和瑞典皇家工程科学院外籍院士。1983年5月至1988年6月出任中国科学院沈阳分院院长。1985年至1993年，担任中国科学院北京电子显微镜开放实验室主任。1991年当选日本金属学会荣誉会员和印度材料学会荣誉会员。1993年至2006年，担任中国科学院物理研究所研究员。1997年至2000年，担任亚太电子显微镜学会联合会副主席（1992-1996年曾任主席）。2006年12月13日，郭可信在北京大学第三医院因病逝世，享年83岁。
郭可信在瑞典留学期间就取得多项研究成果，在合金钢碳化物结构方面做出了原创性的工作，代表论文已列为国际经典文献。回国后继续从事金属材料研究工作。20世纪60年代初，与其他研究人员一同率先开拓了透射电镜显微结构研究工作。20世纪70年代以来，郭可信一方面在电子衍射图的几何分析方面做了大量研究工作；另一方面在电子衍射图自动标定的计算机程序设计，特别是将“约化胞”用于电子衍射标定未知结构的分析研究工作，帮助中国在这一技术上成功达到国际水平。1980年以来，郭可信在中国国内率先引入高分辨电子显微镜，开始从原子尺度直接观察晶体结构的研究。1985年春，在郭可信指导下，其学生张泽发现了Ti-Ni-V二十面体准晶，而他们共同的研究成果“五次对称性及Ti-Ni准晶相的发现与研究”在1987年获得了国家自然科学奖一等奖。1987年，郭可信首先发现八重旋转对称准晶。1988年，郭可信首先发现稳定的Al-Cu-Co十重旋转对称准晶及一维准晶。1997年-2000年，郭可信指导研究团队获得了准晶覆盖理论的实验证据。
郭可信亦为中国材料科学、晶体学、电子显微学的发展培养了大量优秀人才，共培养了100余名研究生，其中三人（叶恒强、张泽、万立骏）已经当选为中国科学院院士。

## 社会兼职
1980年9月至1987年1月，郭可信曾任辽宁省科学技术协会主席一职，亦曾长期担任中国电子显微镜学会会长（1982年-1996年），并曾担任亚太电子显微镜学会联合会主席（1992-1996年）和副主席（1997-2000年）。

## 荣誉
1980年，获选中国科学院学部委员（院士），并于同年当选瑞典皇家工程科学院外籍院士，获颁瑞典皇家理工学院技术科学荣誉博士学位。1987年，郭可信带领研究团队使我国准晶研究位于国际前列并因此获得国家自然科学一等奖。1993年获得第三世界科学院物理奖。1994年获得何梁何利基金科学与技术进步奖。